# Min Chunfeng
Min Chunfeng (chiń. upr. 闵春凤; chiń. trad. 閔春鳳; pinyin Mǐn Chūnfèng; ur. 17 marca 1969 w Nanchang) – chińska lekkoatletka specjalizująca się w rzucie dyskiem, uczestniczka letnich igrzysk olimpijskich w Barcelonie (1992). Sukcesy odnosiła również w pchnięciu kulą.

## Sukcesy sportowe
- mistrzyni Chin w rzucie dyskiem – 1991[1]
- mistrzyni Japonii w rzucie dyskiem – 1991[2]

| Rok  | Miasto          | Zawody                      | Konkurencja                 | Wynik                     |
| ---- | --------------- | --------------------------- | --------------------------- | ------------------------- |
| 1986 | Ateny           | Mistrzostwa świata juniorów | rzut dyskiem                | brązowy medal             |
| 1988 | Greater Sudbury | Mistrzostwa świata juniorów | rzut dyskiem                | 4. miejsce                |
| 1991 | Kuala Lumpur    | Mistrzostwa Azji            | rzut dyskiem pchnięcie kulą | złoty medal srebrny medal |
| 1991 | Tokio           | Mistrzostwa świata          | rzut dyskiem                | 6. miejsce                |
| 1992 | Barcelona       | Igrzyska olimpijskie        | rzut dyskiem                | 11. miejsce               |
| 1993 | Stuttgart       | Mistrzostwa świata          | rzut dyskiem                | brązowy medal             |
| 1993 | Szanghaj        | Igrzyska Azji Wschodniej    | rzut dyskiem                | złoty medal               |
| 1994 | Hiroszima       | Igrzyska azjatyckie         | rzut dyskiem                | złoty medal               |

## Rekordy życiowe
- rzut dyskiem – 66,76 – Dalian 07/05/1991
- pchnięcie kulą – 16,91 – Kuala Lumpur 20/10/1991